# Шилюк Петро Степанович
Шилюк Петро Степанович (нар. 3 липня 1949, с. Бузівка, Жашківський район, Черкаська область) — почесний президент Корпорації "ДБК-ЖИТЛОБУД", Герой України, віцепрезидент Конфедерації будівельників України. 
Народився 3 липня 1949 р. у с.Бузіка Жашківського району Черкаської області в простій селянській родині. Однак завдяки власній наполегливості й хисту здобув добру освіту. У 1973 р. закінчив Київський будівельний технікум, а в 1994 р. - Київський національний університет будівництва та архітектури за спеціальністю "Промислове та цивільне будівництво". Здобув науковий ступінь кандидата технічних наук у 2006 р.
Трудову діяльність Петро Степанович розпочав ще в далекому 1967 р. після закінчення Нікопольської школи меліораторів працював буровим майстром тресту "Київводбуд". Тоді ж проходив службу в армії.

## Нагороди
- Звання «Герой України» з врученням ордена Держави (21 серпня 2009) — за визначний особистий внесок у розвиток будівельної галузі в Україні, впровадження передових технологій і сучасних форм господарювання[2]
- Орден князя Ярослава Мудрого V ст. (6 серпня 2007) — за вагомий особистий внесок у спорудження об'єктів промислового, житлового та соціально-культурного призначення, розвиток виробництва будівельних матеріалів, значні досягнення у праці та з нагоди Дня будівельника[3]
- Орден «За заслуги» I ст. (18 травня 2005)[4], II ст. (7 серпня 2003)[5], III ст. (9 червня 2000)[6] - повний Кавалер ордену «За заслуги».
- Заслужений будівельник України (31 грудня 1998)[7]
- Державна премія України в галузі науки і техніки 2008 року — за цикл праць «Конструкційні матеріали нового покоління та технології їх впровадження у будівництво» (у складі колективу)[8]
- Почесна грамота Кабінету Міністрів України (25 травня 2000)[9]